# Exército Nacional Karen
O Exército Nacional Karen (birmanês:   ကရင်အမျိုးသားတပ်မတော် ; em inglês:  Karen National Army, abreviado KNA), anteriormente conhecido como Força da Guarda Fronteiriça Karen, é um exército étnico constituído principalmente por budistas Karens ativo no Estado de Kayin, Mianmar, que se separou do Exército de Mianmar em janeiro de 2024. A organização remonta a formação do Exército Democrático Budista dos Karen em dezembro de 1994, depois que o grupo insurgente se separou do Exército de Libertação Nacional Karen. Posteriormente, o Exército Budista Democrático dos Karen assinou um acordo de cessar-fogo com os militares mianmarenses, juntando-se oficialmente as forças armadas como Força da Guarda Fronteiriça Karen ao lado da Força de Paz Karen em 2009. Em janeiro de 2024, após operações rebeldes intensificadas em Mianmar, a Força da Guarda Fronteiriça Karen começou a distanciar-se da junta militar governante, consequentemente separando-se das forças armadas e renomeando-se como "Exército Nacional Karen" em abril.
O Exército Nacional Karen busca uma zona administrativa separada no Estado de Kayin, inspirada no Estado de Wa, em Mianmar. O quartel-general do Exército Nacional Karen está localizado em Shwe Kokko, no distrito de Myawaddy, na fronteira com a Tailândia, em frente ao distrito de Mae Sot. Diz-se que a organização tem mais de 7.000 soldados regulares, com unidades de reserva de tamanho desconhecido. Em abril de 2024, não havia sinais de que o Exército Nacional Karen se juntaria à oposição no governo no exílio, mas estava a prejudicar o regime militar ao recusar-se a obedecer ordens. A organização não defendeu os arredores da cidade de Myawaddy contra os ataques do Exército de Libertação Nacional Karen. O The Washington Post informou em 11 de abril de 2024 que o Exército de Libertação Nacional Karen havia assumido as posições finais do exército governamental em 11 de abril de 2024.